# Le Rouge vif de la rhubarbe
Le Rouge vif de la rhubarbe (Upphækkuð jörð) est le premier roman d'Auður Ava Ólafsdóttir publié en 1998, et traduit par Catherine Eyjólfsson en 2016 chez Zulma.

## Résumé
Vers 1970, quelque part en Islande, loin de tout. Agustina, 14 ans, jambes atrophiées, bras très développés, et béquilles, est bonne écolière, bonne nageuse, un peu seule. Elle habite chez Nina, 66 ans, la maison rose saumon, la plus haute du village, dans la tour. En bas vit aussi Vermundur, 35 ans, et son atelier de réparation de tout. Le petit village de 350 habitants, entre mer et montagne, déborde d'activités, et d'abord de trop de rhubarbe en août : récolte, confitures, cadeaux. Le village a produit un grand nombre de biologistes et de naturalistes, dont sa mère, toujours en recherche, et son père de passage. Puis, c'est la saison du boudin au sang de mouton, qui va très bien avec les pommes de terre et les rutabagas. Agustina cultive aussi alchémille, oseille sauvage, matricaire, cardamine, géranium sylvestre, et tient aux oiseaux : cygnes, perdrix des neiges, mouettes, plongeons, aigle de mer… Quand arrive la nouvelle chef de chœur itinérante, son fils à lunettes s'occupe de Miss Gambette Bâtonnette : aviron, échecs, piscine (ta colonne est comme une tige de rhubarbe), chant, cheval, etc.
Nina anime des cours de couture. Vermundur excelle au théâtre. Agustina veut gravir seule la montagne (840 mètres). Sa mère lui écrit de son expédition au Kilimandjaro.

## Réception critique
Le livre est bien reçu par la critique.
Pour Marianne Payot (L'Express), les lecteurs sont « emportés par la montagne de mots enchanteurs, l'humour tout en finesse et les portraits aux petits oignons de la romancière ».
Pour Cécile Pellerin (ActuaLitté), « l'évasion est tellement intense, lumineuse et brève (160 pages) [que le lecteur] s'efforce de la retenir, remonte les pages, relit certains passages. Pour ne rien oublier lorsqu'un jour, il fera plus sombre.
Ce moment de lecture est une sincère réjouissance, une fenêtre ouverte pour voir au-delà ».
Pour Valérie Vassas (Valérie Vassas), c'est « un roman pétillant, rempli d’humour et un brin nostalgique ».